# Ferme de la Petite-Voisine
La ferme de la Petite-Voisine est un ensemble de bâtiments situé à Noyen-sur-Sarthe, dans le département français de la Sarthe. Il bénéficie d'une inscription au titre des monuments historiques.

## Description

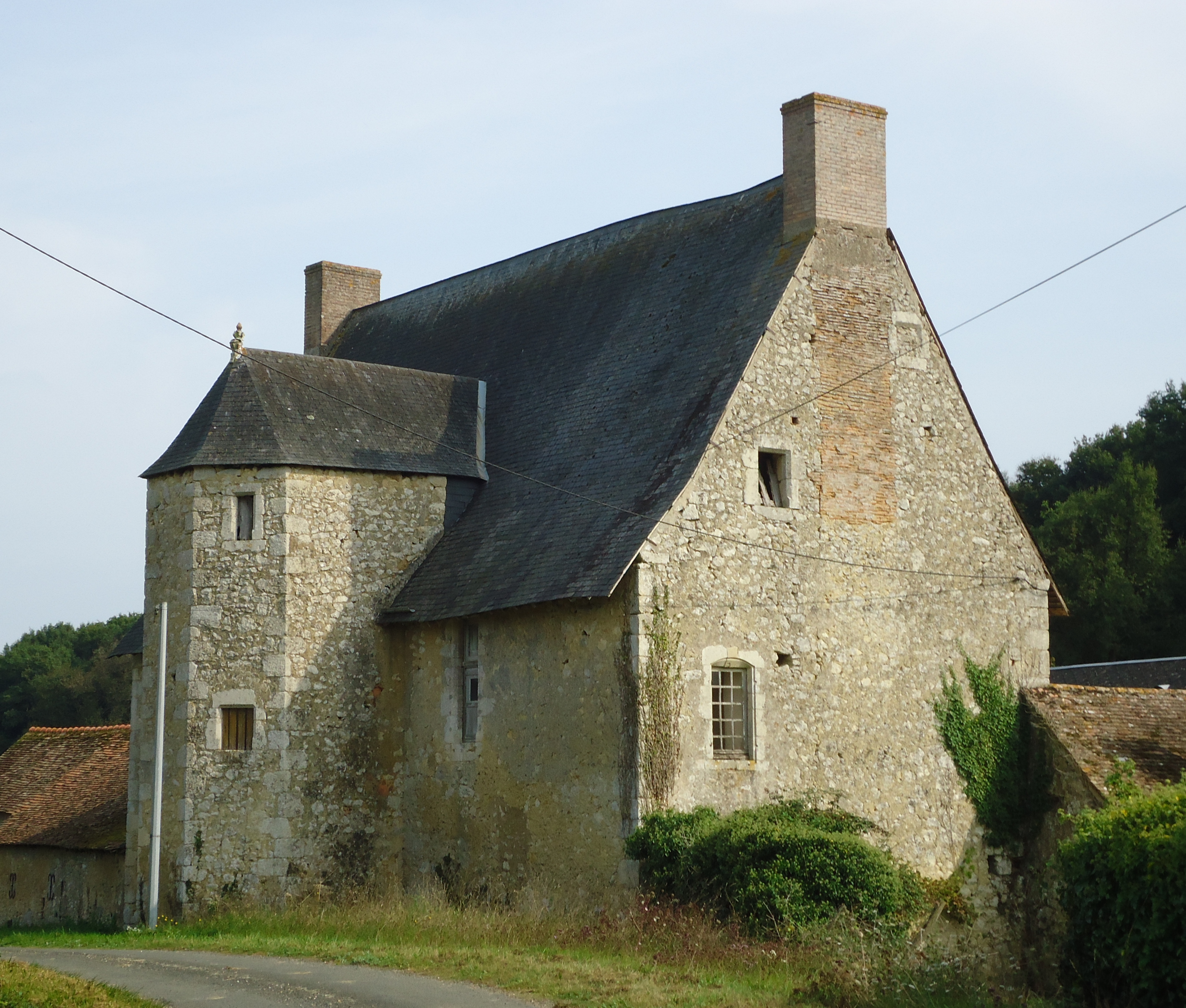
La vue arrière du logis.
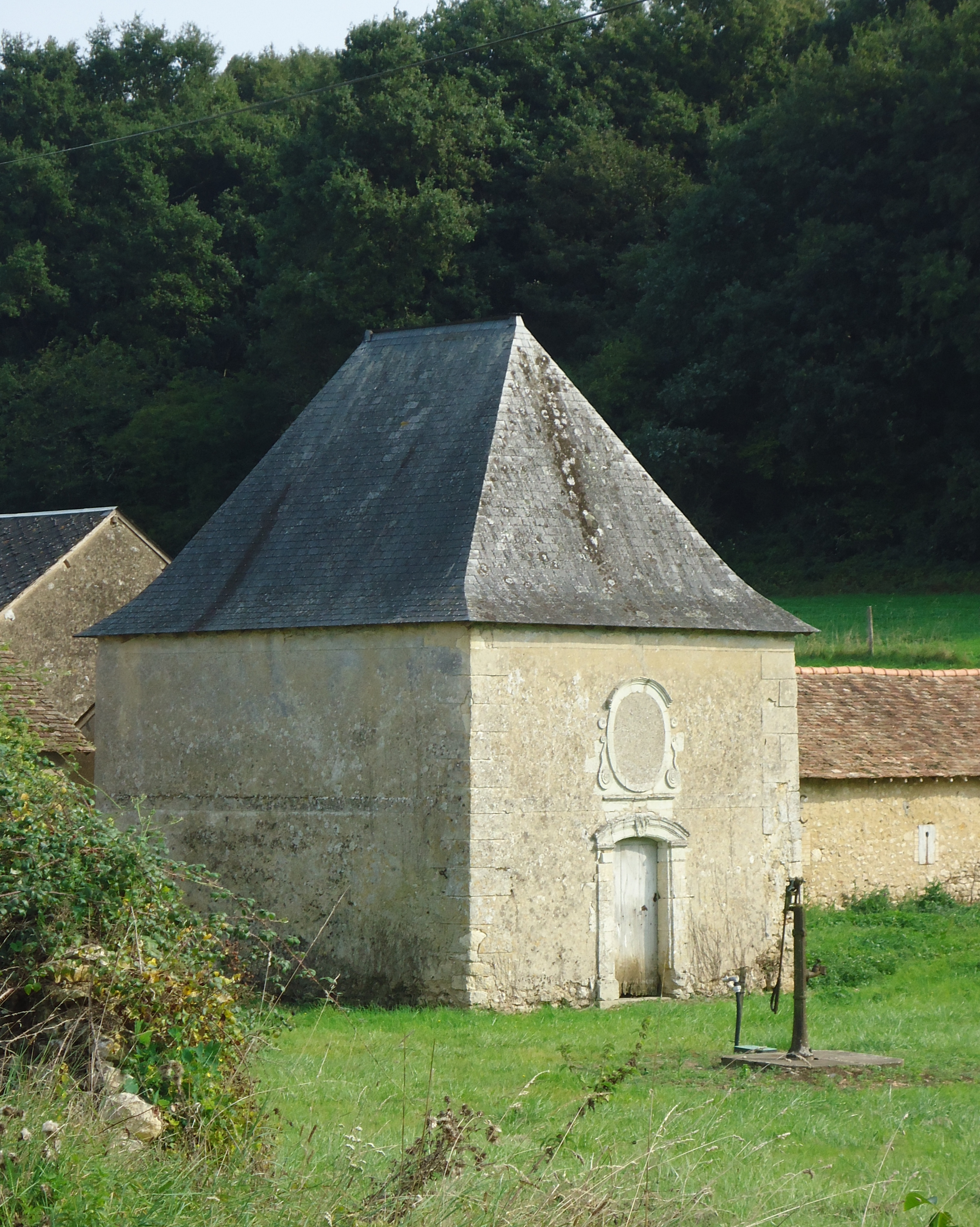
La chapelle.

## Historique
Les corps de logis et la chapelle de la ferme sont inscrits au titre des monuments historiques le 5 décembre 1984.